# Stora Vede naturreservat
Stora Vede naturreservat är ett naturreservat  i Follingbo socken  i Region Gotland på Gotland.
Området är naturskyddat sedan 2021 och är 204 hektar stort. Reservatet ligger strax öster om Visby och består av äldre barrskogar, våtmarker och öppna hällmarker